# Ganglion mesentericum superius

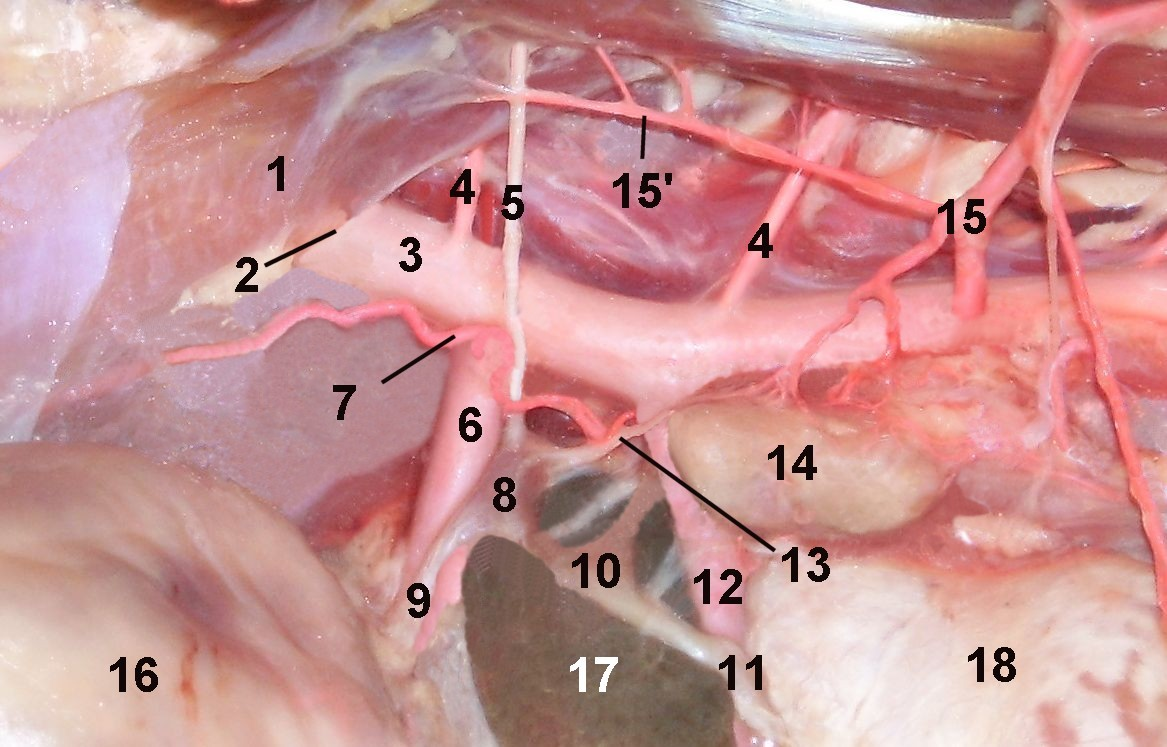
Vorderer Bauchaortenbereich der Katze.
1 Crus sinistrum (Diaphragma), 2 Hiatus aorticus, 3 Aorta, 5 Nervus splanchnicus major, 6 Arteria coeliaca, 8 Ganglion coeliacum, 9 Plexus coeliacus, 10 Ganglion mesentericum craniale, 11 Plexus mesentericus cranialis, 12 Arteria mesenterica cranialis, 13 Nervus splanchnicus minor, 14 Nebenniere, 15 Arteria abdominalis cranialis (15' Zwerchfellast), 16 Magen, 17 Leber (Lobus caudatus), 18 Niere

Das Ganglion mesentericum superius (bei Tieren als  Ganglion mesentericum craniale bezeichnet) ist ein sympathisches Ganglion in der oberen (bei Tieren: vorderen) Bauchhöhle. Es liegt am Abgang der gleichnamigen Arterie aus der Aorta und stellt ein prävertebrales Ganglion (Ganglion praevertebrale) dar.
Die Zellkörper der sympathischen Wurzelzellen liegen im Seitenhorn des Rückenmarks. Ein Teil der Neuriten (Nervenfortsätze) aus dem unteren Brust- (Mensch Th 9–11, Pferde Th 16–18) oder vorderen Lendenabschnitt (Hund, Katze, Rind, Schaf, Ziege, Schwein) durchlaufen den Grenzstrang ohne Umschaltung und ziehen als Nervus splanchnicus minor zum Ganglion mesentericum superius.
Im Ganglion werden die meisten Neurone umgeschaltet und die nunmehr postsynaptischen, sekundären Neurone bilden um die Arterie ein Geflecht, den Plexus mesentericus superior (Tiere: Plexus mesentericus cranialis). Dieser bildet zusammen mit dem Plexus coeliacus des benachbarten Ganglion coeliacum das Sonnengeflecht (Plexus solaris). Ein Teil der Fasern verläuft ohne Umschaltung durch das Ganglion und innerviert das Nebennierenmark.
Vom Sonnengeflecht ziehen die vegetativen Nervenfasern, die Blutgefäße begleitend, zu den oberen Darmabschnitten. Ganglion mesentericum superius und Ganglion coeliacum sind sowohl afferent als auch efferent mit den Organen verbunden und bilden eine funktionelle Einheit. Sie fungieren als erste Verarbeitungsstation für Regelkreise der Bauchorgane und koordinieren die Tätigkeit des Enterischen Nervensystems.